# Yamagata Daini

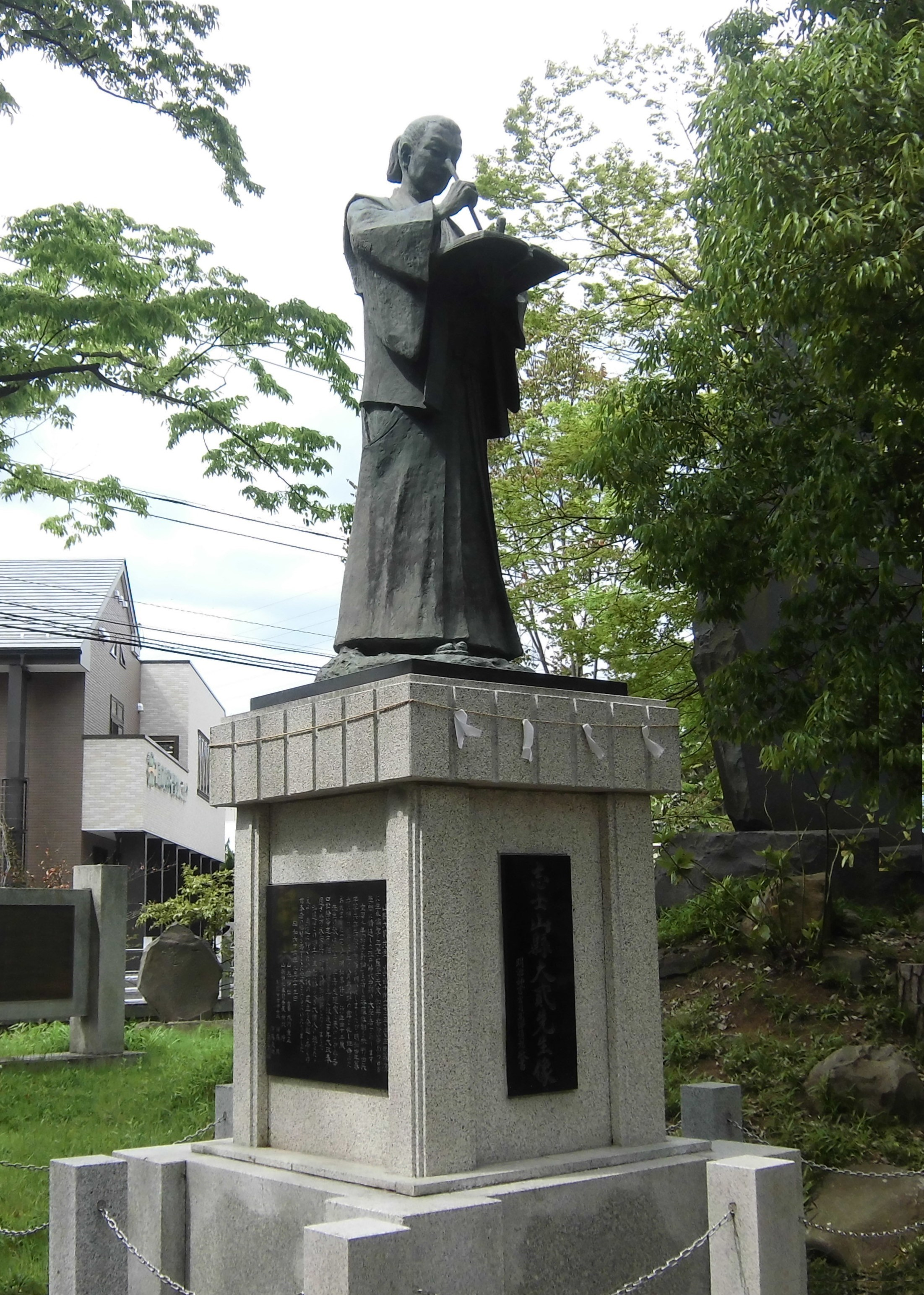
Yamagata Daini, Bronzestatue am Yamagata-Schrein

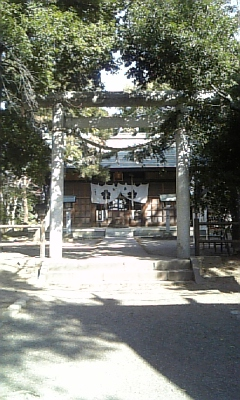
Yamagata-Schrein

Yamagata Daini (japanisch 山県 大弐, Künstlernamen Ryūsō, Ryūshi; geboren 1725 in Shinohara (Provinz Kai); gestorben 14. September 1767 in Edo) war ein japanischer konfuzianischer Gelehrter, Militärstratege und Tokugawa-Gegner.

## Leben und Wirken
Yamagata Daini wurde als zweiter Sohn von Murase Takenobu (村瀬 為信) geboren. Sein Vater war ein lokaler Samurai und wurde später Polizist in Kofu. Zu seinen Vorfahren gehört Yamagata Masakage (山県 昌景; ? – 1575), ein General des Takeda-Klans. Daini studierte in jungen Jahren Kokugaku bei Kagami Mitsuaki (加賀美 光章; 1711–1782), einem Nachfolger von Yamazaki Ansai (1619–1682), und Konfuzianismus bei Gomi Fusen (五味 釜川; 1718–1754), einem bedeutenden Schüler von Dazai Shundai.
Nach der Ermordung seines Bruders änderte Daini den Familiennamen Murase zu Yamagata. Er ging nach Edo und begann für Ōoka Tadamitsu (大岡 忠光; 1709–1760) zu arbeiten. 1751 wurde er stellvertretender Gouverneur von Tadamitsus Anwesen in Katsuura, (Provinz Kazusa, heute Präfektur Chiba). Als Ōoka Herr der Burg Iwatsuki in der Provinz Musashi wurde, wurde Daini ebenfalls in die Edo-Domäne berufen und diente in Tadamitsus Gefolge als Arzt und konfuzianischer Gelehrter.
Im Jahr 1758, als Yamagata in Ōoka Diensten stand, ereignete sich der „Horeki-Zwischenfall“ in Kyōto, der Daini schockiert haben soll. Nach dem Tod seines Herrn Ōoka im Jahr 1760 verließ er die Familie und zog als Rōnin-Gelehrter nach Edo. Er eröffnete eine Schule im Bezirk Hatchōbori (八丁堀) – heute Teil des Chūō-ku, in der er Konfuzianismus und Militärwissenschaft lehrte. Die Schule war sehr erfolgreich, viele Adelsangehöriger und Rōnin studierten dort.
Im Dezember 1766 nahm das Shogunat Yamagata und den Kaiserverehrer Fujii Umon (藤井 右門; 1720–1767) fest. Anlass war das „Ryūshi Shinron“ (柳子新論) – „Neue Thesen von Ryūshi“, eine Schrift Yamagatas, in der das Shogunat scharf angegriffen und die Wiederherstellung der Rechte des Kaisers propagiert wurde. Das Shogunat verurteilte beide wegen Hochverrats am 13. September 1867 zum Tode und vollzog die Strafe am nächsten Tag. Das ist als „Meiwa Zwischenfall“ in die Geschichte eingegangen, da es sich im Jahr Meiwa 3 ereignete. Zur gleichen Zeit wurde Takenouchi auf die Insel Hachijō-jima verbannt.
Zu Yamagatas Gedenken wurde in seiner Heimat, in der Stadt Kai, ein Schrein errichtet und eine Statue von ihm aufgestellt.